# 十八人之獄
十八人之獄又称十八先生之獄，是指南明时期，永历帝调集南方明军并联合大西军抗清，孙可望并欲自立称帝，朝臣吴贞毓等奉永历命欲召李定国护驾。事情败露之后，孙可望派大臣郑国举兵问罪，最后孙可望以「盗宝矫诏、欺群害良」拟罪，赐吴贞毓自缢并斩吴以下十七朝臣，此即为南明史上的“十八先生之狱”。

## 背景
明朝中央政权灭亡后，原来在江南地区的明朝宗室诸王纷纷建立政权以图恢复明朝，「永历」就是其中之一 。1646年（南明隆武二年）秋，唐王朱聿键政权被清军击溃，丁魁楚、瞿式耜等于广东肇庆拥立桂王朱由榔为帝，即永历帝。第二年一月改元永曆。在清军的不断进攻下，永历政权辗转迁到贵州安隆。因有大西军做支柱，他们的抗清势力有所发展。但大西军内部的矛盾和永历政权的党争日渐加剧。

## 过程
大西军余部几经周折与永历政权谈判「联合恢剿」，大西军欲借助永历政权的“正统”旗号，而永历君臣也要借助大西军的军力，巩固永历政权，抗击南下的清军，企图收复失地。各地抗清武装力量纷纷向湖广和云贵集聚。
1652年（永历六年），正月二十日，永历帝一行50余人，在大西军余部孙可望部将的护卫下由广西辗转来到由安顺军民府管辖下的贵州安隆所 。也就是孙可望把永历帝接到他自己的势力范围内，改名安龙府，作为南明的行在，永历政权在安龙定居下来后，陆续有一批南明王朝的官员、宫人从广西赶来，永历政权又重派各执事官员，俨然尊依明朝旧制。
但是永历帝被大西军余部“迎驾”到贵州安龙以后成了孙可望的掌中物。踞守贵阳的孙可望专横跋扈，没有拥戴永历帝的诚意，不过是借助残明势力的正统旗号，建立和巩固云贵抗清基地，以他自己为领袖。最终滋长了「挟天子以令诸侯」甚至割据称帝的野心。而大西军的另一领导人李定国则是永历政权真诚的护卫者。他与他的部将们对想称王称帝的孙可望心存不满，而对永历政权廷则抱有扶持“正统”反抗清军的真诚愿望。
另一方面，永历政权自建立伊始，内部争权夺利斗争就显示出来。暂居安龙以后，以执掌政权的文安侯马吉翔为首的一派，亲附权倾势重的孙可望，企图借助孙可望的实力排除异己，进而拥戴孙可望称王称帝，取代永历帝。而以内阁首辅吴贞毓为首的一派，忠贞不渝地拥戴永历皇帝，并团结了宫廷内外残明的大多数朝臣，也希望借助大西军中拥戴永历帝的力量，使南明王朝重振大明王朝的雄风。
正值李定国、刘文秀率军北伐抗清之际，孙可望驻扎贵阳，征发民工，大兴土木，营造宫殿，设立五府六部三衙门，分封文武百官，命令四川、贵州、云南三省归属南明朝的文臣武将，克期到秦王府朝见。同时还建立太庙和社稷，制订朝仪。名义上是建立南明永历政权的秩序，实质上是为将来的篡位做准备。孙可望的举动，既引起李定国的愤慨，又加剧了永历君臣对他的怨恨。
永历帝慑于孙可望势力，为摆脱控制，永历帝和吴贞毓、李元开、胡士端、蒋乾昌等十八位朝臣密谋于1652年（永历六年）十一月定计企图借助在广西北伐抗清的安西王李定国的势力，翦除孙可望及卧榻之侧的马吉翔、庞天寿等人的势力。他们经过精心策划，拟定密诏，私铸“屏翰亲臣”金印，遣使赴广西诏李定国回师，保卫安龙。1653年（永历七年）十一月，李定国接密敕后，表示：「只要我李定国活一天，就不会让陛下受到屈辱，希望陛下暂时忍受，我这就去救驾，我宁可离开孙可望，也不会背叛陛下。并告知俟恢复粤东，即来迎驾。不料文安侯马吉翔为讨好孙可望，将此事具告，事情败露，十八位大臣为保全永历帝，承担了密谋责任。1654年（永历八年）三月，孙可望派心腹郑国招大学士吴贞毓等十八人，诬以「欺君误国，盗宝矫诏」罪，赐内阁首辅吴贞毓自缢（实处以绞刑），内监张福禄、全为国和刑科给事中张镌三人凌迟处死，其余全部处死。临刑前，大臣们大义凛然，向北跪拜永历帝行宫完毕，写下了绝命诗，从容就义。
孙可望派人将遗骸丛葬于北关马场，史称十八人之狱。

## 墓地
吴贞毓等十八人殉难后，其家属及安龙百姓将他们合葬于城内西北隅的天榜山下。后人为他们建了墓陵。1656年（永历十年）大西军将领李定国率军至安龙护驾，建十八先生祠堂，包括正殿和东、西配殿，永历帝亲题墓碑。清康熙年间在墓后树林；1879年（道光二十九年）兴义府(今安龙)知府张瑛建多节亭、虚舟；1916年南笼县（今安龙）知事洪寅于墓前建石牌坊；1883年（光绪九年）和1939年先后两次凿刻摩岩。
墓后刻有十八先生的绝命诗碑碣和近代名人（如蒋介石、居正、李烈均、吴鼎昌等）题咏的众多摩崖石刻。

## 评价
十八人之獄事件历代史家有褒有贬，毁淮不一。把持南明政权的孙可望最终还是投降了满清，而十八先生的从容就义，慷慨赴死的气节最终千古流芳，为人们所铭记，一度被后人赋予忠君爱国的精神加以传颂。
有人认为，十八人之獄是南明永历政权内部激烈的秦、晋党争白热化的结果，其根本是明朝腐败官僚体制的产物。南明沿袭了北京朝廷的腐朽气息和文官集团无休无止的党争，进一步加速了永历政权的覆灭。

## 轶事
十八先生殉难之时，「安龙之三尺童子，也无不流连叹息」。据传，当时天色突变，风雨交作，天榜山麓忽有泉水涌出，百姓说是天公流泪，因此，将此泉名为「忠泉」。

## 十八人名单
大学士吴贞毓、兵科给事张镌、翰林院检讨蒋圪昌、李开元、吏部都给事徐大人、大理寺少卿杨钟、太仆寺少卿赵赓禹、光禄寺少卿蔡绩、武安侯郑允元、江西道御史周允吉、御史李颀、朱议㞙、福建道御史胡士瑞、武选郎中朱东旦、中书任斗墟、易士佳、司礼太监张福禄、全为国等十八人 。

## 文献记载
明末以来，著录有关十八先生死难一事的史书和野史笔记甚多，如《明史》、《清史稿》、《贵州通志》、《兴义府志》、江之春的《安龙纪事》、屈大钧的《安龙逸史》、王夫之的《永历实录》和查继佐的《明季南略》等，均有记载。